# James Barry
James Barry (Cork /Írország/, 1741. október 11. — London, 1806. február 22.) ír származású romantikus stílusú festő, grafikus.

## Életútja, munkássága
Atyja vállalkozó és kereskedő volt, a fiatal Barry is sokat utazott atyjával Írország és Anglia közt. Atyja protestáns volt, anyja katolikus, Barry a katolikus felfogást tette magáévá. A fiatal Barry csak a képzőművészet iránt érdeklődött, fontosnak tartotta, hogy komoly tanulmányokat folytasson a művészet terén. Előbb egy helyi mestertől tanult, majd 1763-ban Dublinba ment történelmi képeivel, köztük Halott Krisztus, Zsuzsanna és a vének, Dániel az oroszlán barlangjában, Ábrahám áldozata, Szent Patrik a tenger partján, stb. kiállítani. Szent Patrik c. képe be is fért egy kiállításra. Edmund Burke (1729-1797) ír államférfi, író, szónok védnöksége révén tapasztalatszerzés céljából Franciaországba, Itáliába utazhatott. Külföldön a remekműveket tanulmányozta.
A Royal Society for the Encouragement of Arts, Manufactures & Commerce egy nagy helyiségének falait kellett képekkel díszíteni, erre az RSA pályázatot írt ki, James Barry csak azzal a feltétellel vállalta el a munkát, ha nem szabják meg neki, mit fessen. Nagyon ellene volt annak, hogy a megrendelő beleszóljon a művész munkájába. A pályáztatók ebbe belementek, így született meg Barry életművének fő alkotása, a kultúra fejlődését ábrázoló képsorozat, a sorozat 6 nagy tablóból áll, mintegy tíz évet (1777-1787) dolgozott vele a művész a közönség nagy megelégedésre. A sorozat eredeti címe Society for the Encouragement of Arts, mely a Manufactures and Commerce dísztermében, Londonban van elhelyezve.
Angliában Barry volt a romantikus stílus egyik korai képviselője, 1782-ben felvették a Királyi Művészeti Akadémia tagjai közé, a londoni Képzőművészeti Főiskolán festészetet tanított (1783-1799). Fő erőssége a figurális ábrázolás volt, művészete nagy hatást gyakorolt William Blake festői pályájának indulására. Pályája során a tónusos rajzok reprodukálására alkalmas mélynyomású grafikai eljárást, a foltmaratást is elsajátította.  
Pályáján az ütközéseket és a nehézségeket mindig a művészeti szabadsághoz való kitartó ragaszkodása okozta, amelyet írásaiban is közreadott, ezért zárták ki az akadémiából (1799).  Nagy szegénységben élt, később újra elismerték munkásságát, jutalmat adtak Pandora c. művének befejezése érdekében s nyugdíjat szavaztak meg számára, de nem sokáig élvezte, mert még ugyanabban az évben, 1806-ban meghalt. A londoni Szent Pál-székesegyház temetőjében helyezték örök nyugalomra.

## Galéria

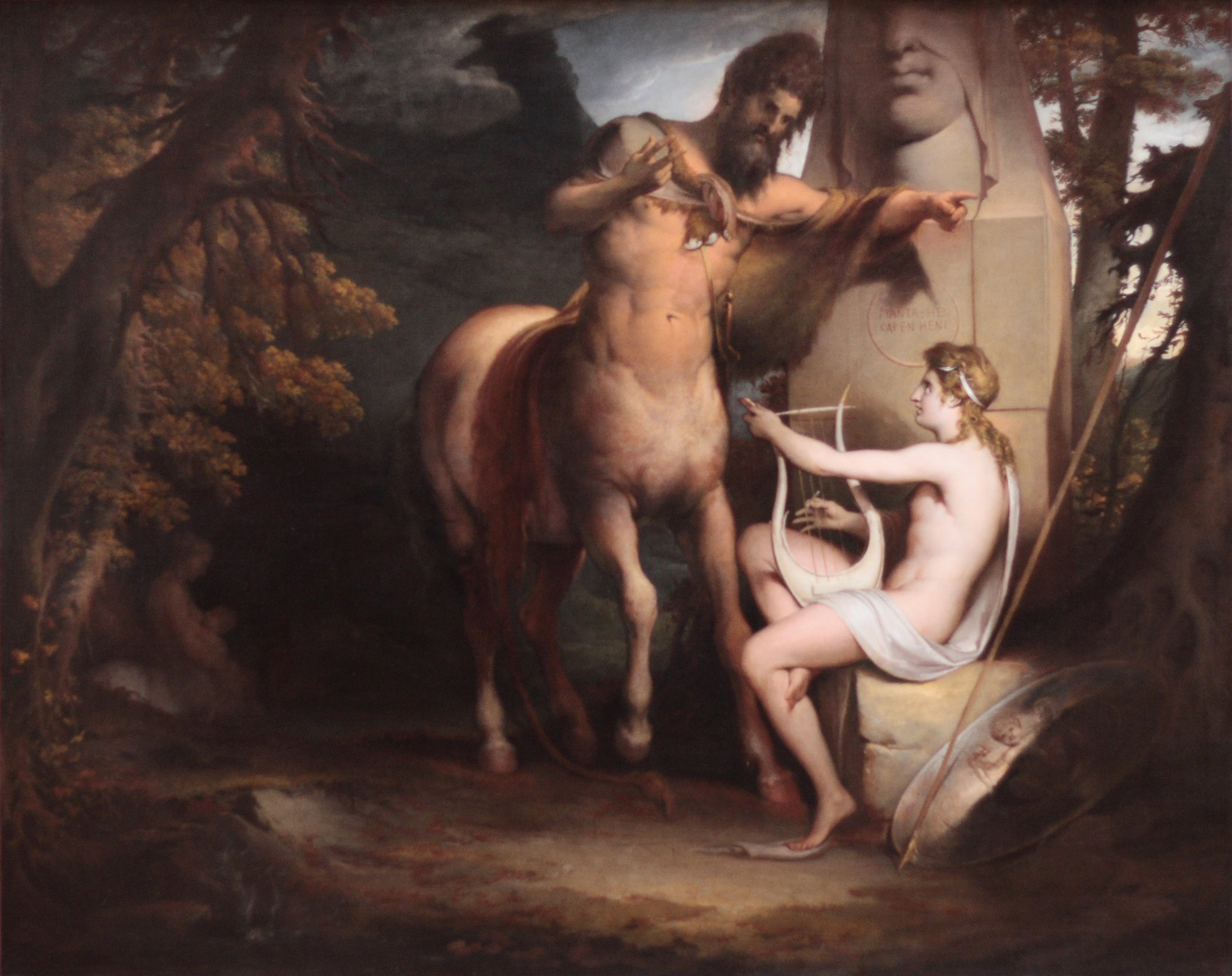
Achilles tanítása (1772)
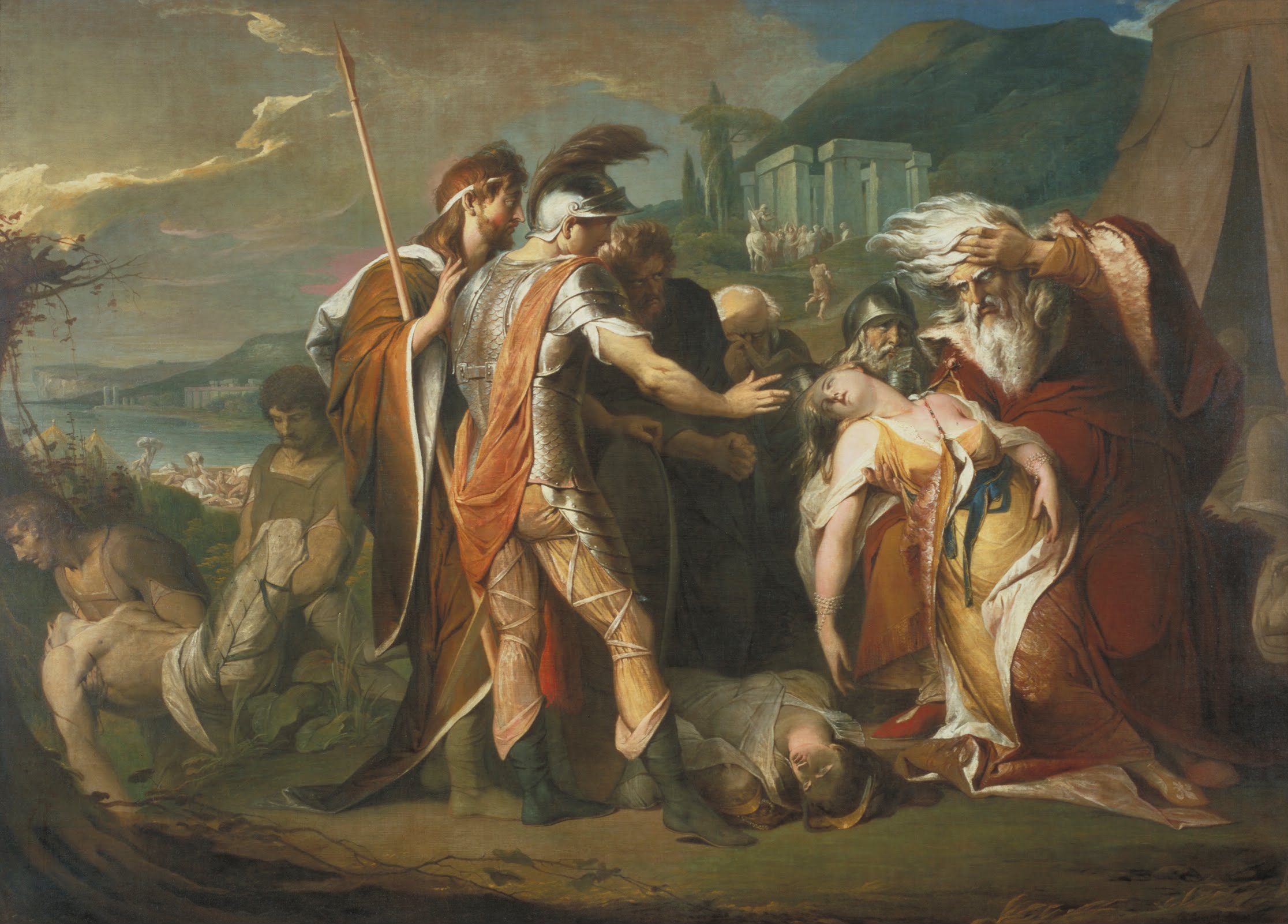
Cordelia halála a Lear királyból (1786-88)
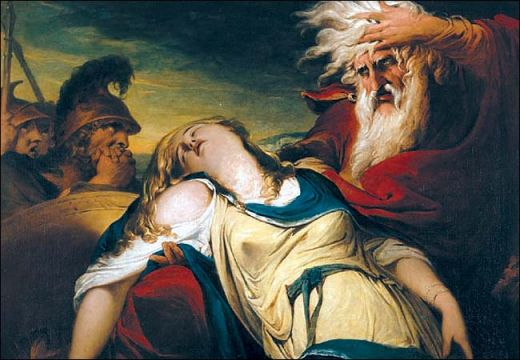
Cordelia halála (részlet)
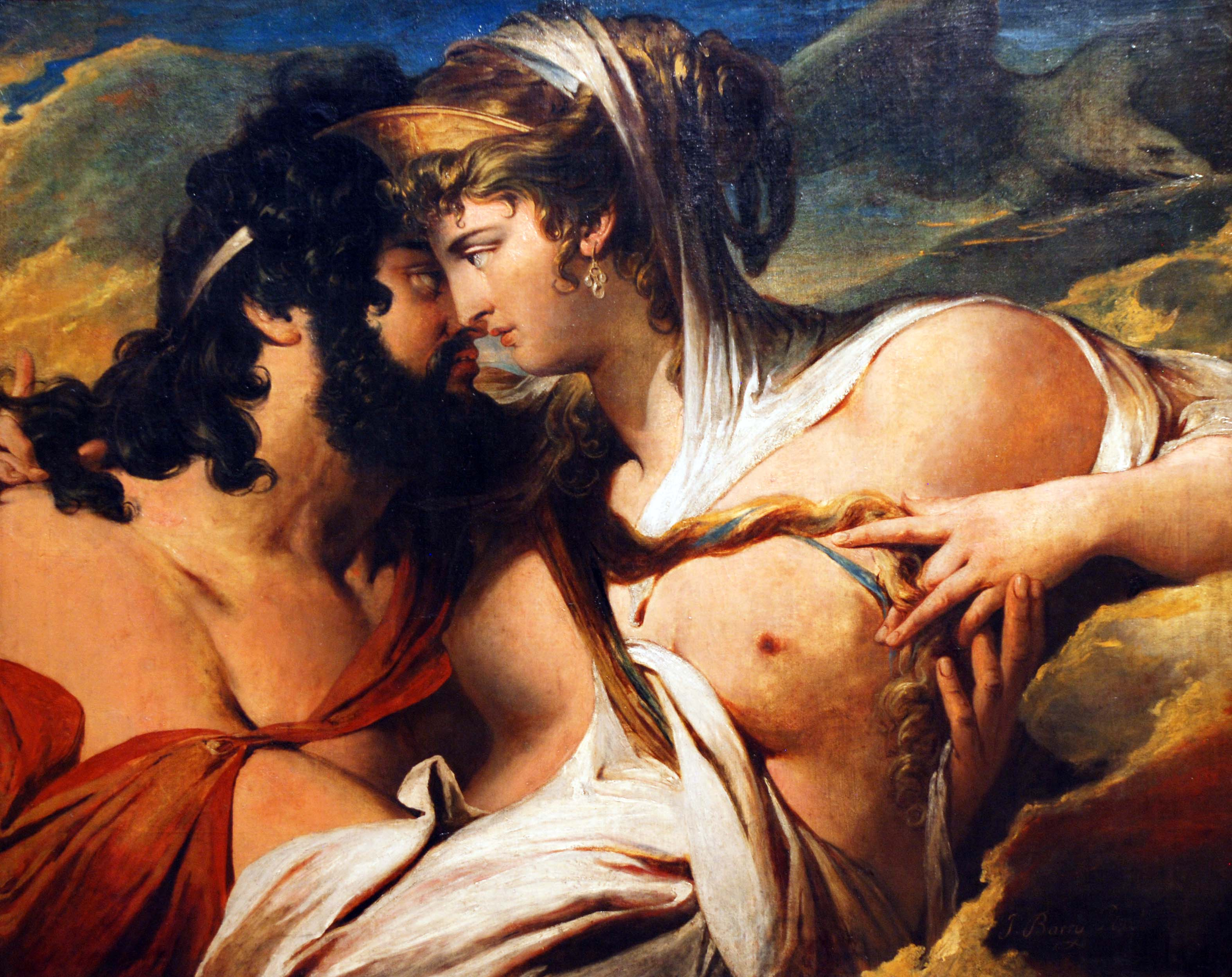
Jupiter és Juno (részlet, 1790-1799)
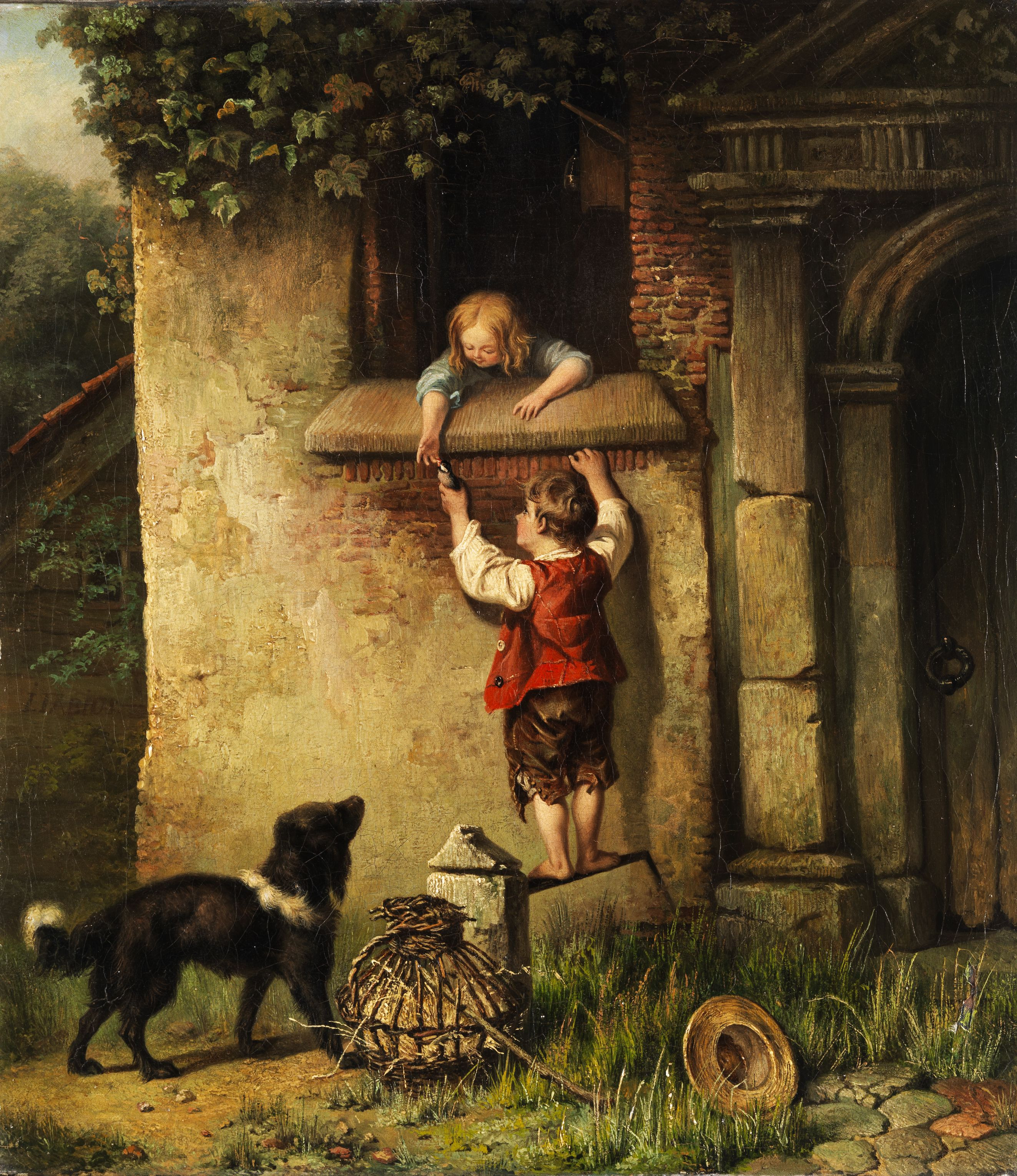
Gyermekek színhelye (1806)